# Северо-Осетинский заповедник
Се́веро-Осети́нский госуда́рственный приро́дный запове́дник — заповедник на Северном Кавказе. Был учреждён 7 сентября 1967 года Постановлением Совета министров РСФСР № 677. Площадь заповедника — 29 539 га. В 1980 году охранная зона заповедника была увеличена вдвое — в его подчинение был передан федеральный заказник «Цейский» площадью 29 952 га.

## Географические сведения

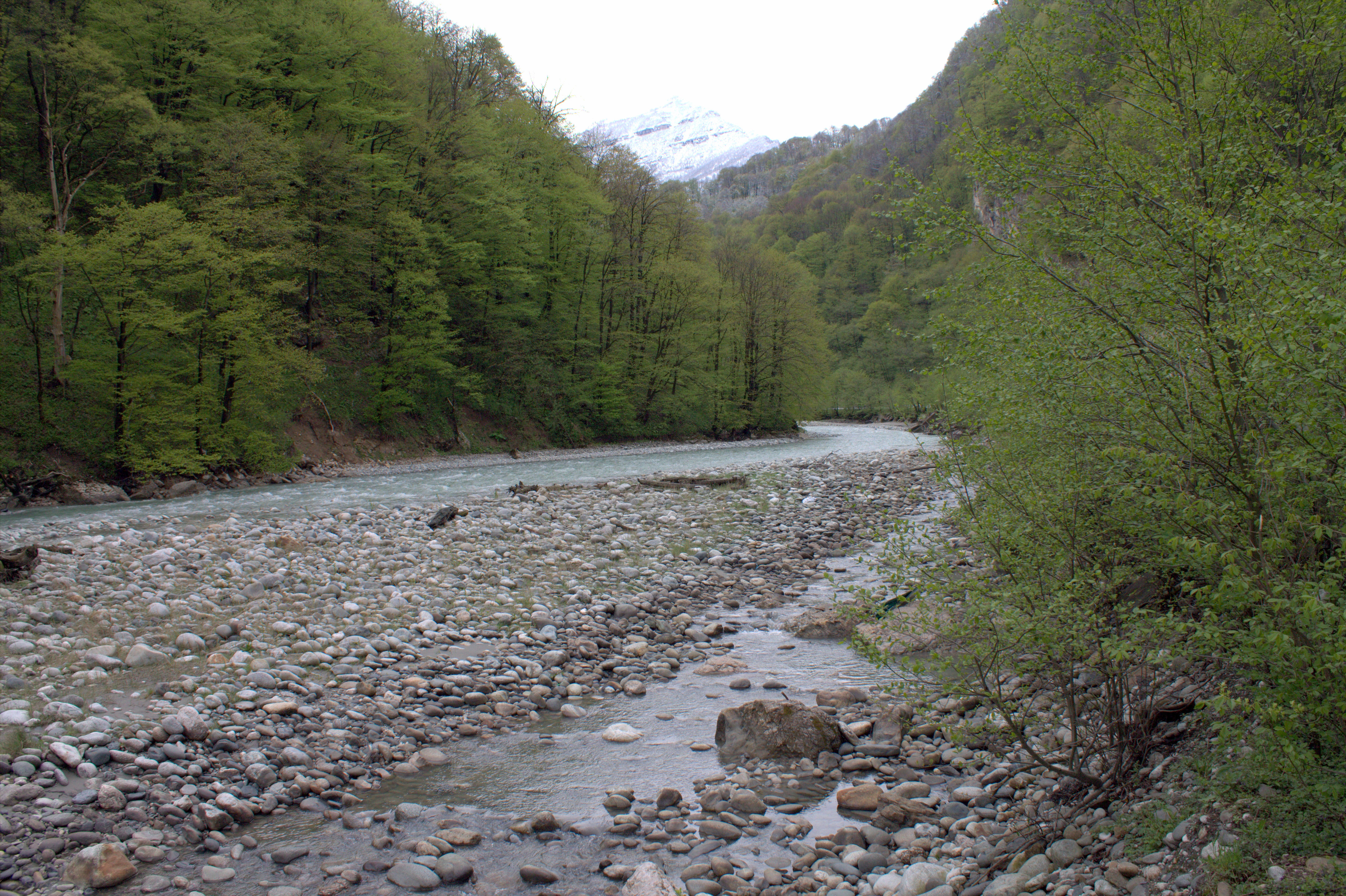
Река Ардон

Заповедник расположен в Алагирском районе Северной Осетии на северном склоне Большого Кавказа в пределах высот от 650 до 4649 м над уровнем моря (высшая точка — г. Уилпата).
С севера на юг в заповедник полностью или частично входят хребты Кавказа: Предгорный, Лесистый, Пастбищный, Скалистый, Боковой и Главный (Водораздельный).
В заповеднике находится 76 ледников общей площадью около 37 км². Крупнейший ледниковый узел — Караугом-Цейский — находится в Адайхохском массиве. Цейский ледник, самый крупный в заповеднике, имеет площадь 9,7 км² и длину 8,6 км. Он заканчивается на высоте 2300 м.
С ледников берут начало реки заповедника — Ардон (на самом деле образуется от слияния рек Мамисондон, Нардон, Адайком и Цмиакомдон), Садон, Баддон, Архондон, Цажиудон, Бугултыдон и другие.
Имеется также несколько моренных озёр — Цажиуцад и другие. Есть небольшое минеральное озеро с постоянно бурлящей водой у села Згил.
В заповеднике насчитывают более 150 лавиноопасных зон. Наиболее часто лавины сходят в Цейском и Касарском ущельях.
В урочище Шуби Скалистого хребта находится крупнейшая из пещер Центрального Кавказа — Шуби-Ныхасская, её общая длина более 1000 м.

## Животный мир

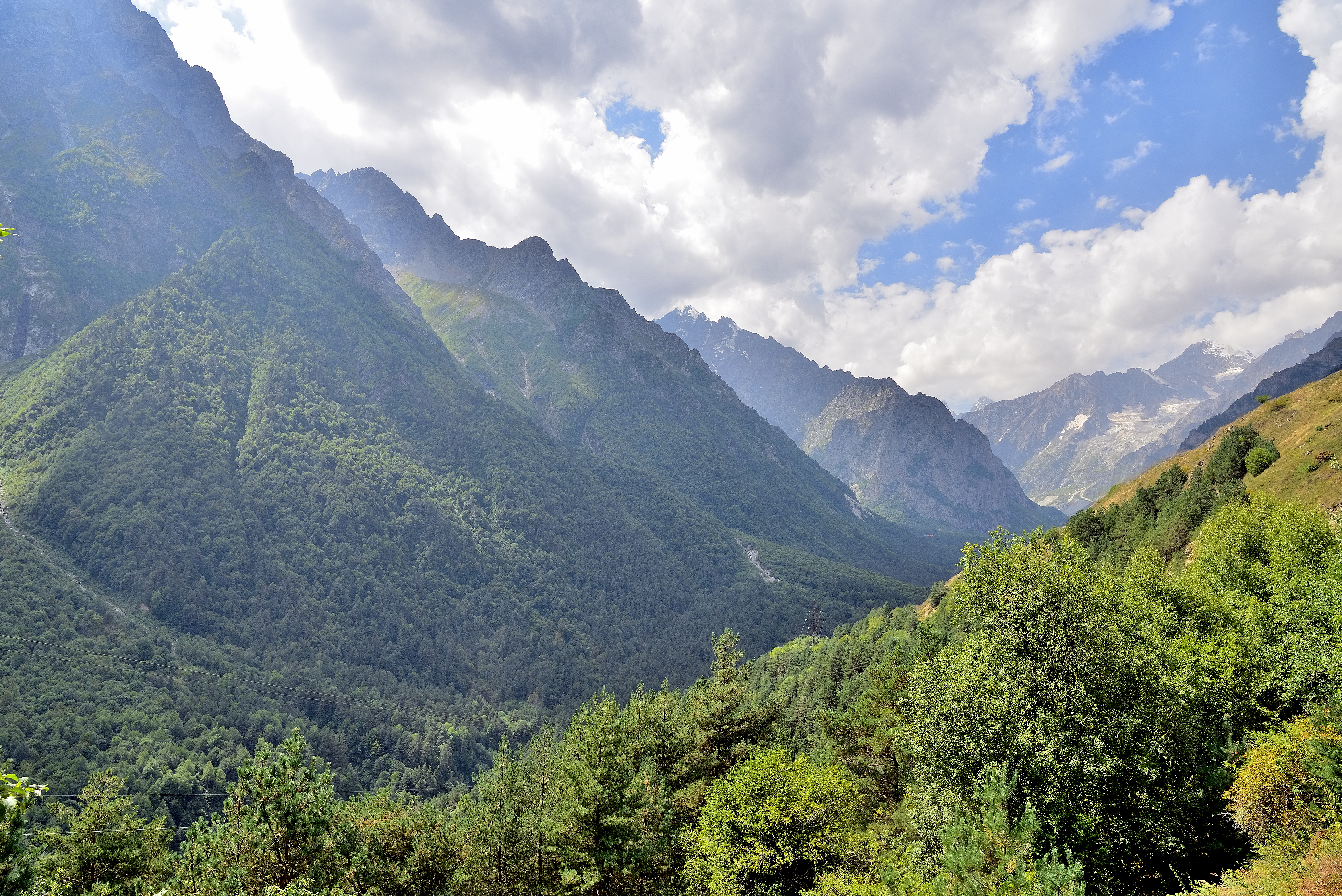
Ущелье Сказдон

В районе Бокового хребта обитают около 1500 туров. Есть две изолированные популяции серн на Скалистом и Водораздельном хребтах, всего их не более 130. В широколиственных лесах заповедника обитают зубр, косуля и кабан. Численность кабана и косули не превышает 60 особей. Популяция зубра была искусственно восстановлена в 1960-х годах, когда на территории заказника «Цейский» на Лесистом хребте расселили 48 зубров. К середине 1980-х годов в заказнике уже насчитывалось более 200 зубров. Популяция медведя в заповеднике достигает 30—35 животных. В межгорной Унальской котловине обитает шакал. Лесной кот встречается, но немногочислен. Барсук встречается повсюду. В широколиственных лесах распространена лесная куница. В 1951 году были искусственно акклиматизированы американская норка и енотовидная собака; они теперь обычны. В 1952 году была искусственно акклиматизирована белка. Есть также заяц-русак.
В заповеднике обитают 175 видов птиц. Регулярно наблюдается редкий чёрный аист. Многочисленны чёрный дрозд, певчий дрозд и зарянка. Распространен крапивник, который гнездится повсеместно, вплоть до скальных массивов вблизи Цейского ледника. В лесной зоне также гнездится пять видов дятлов и синицы: большая, лазоревка, московка, длиннохвостая. Кроме того, в широколиственных лесах обитают вяхирь, канюк, серая неясыть, филин, сойка, ворон. Из малоизученных птиц высокогорий выделяют большую чечевицу.
На территории заповедника обитает более 2000 видов беспозвоночных и насекомых. Среди них занесённые в Красную книгу СССР — дыбка степная, аскалаф пёстрый, жужелицы кавказская и венгерская, красотел пахучий, бабочки — махаон, подалирий, аполлон, мнемозина, аполлон Нордманна, лента орденская малиновая, бражники — мёртвая голова и олеандровый, медведицы Гера и госпожа. Из необычных для заповедника беспозвоночных встречаются тарантул, фаланга, богомол испещрённый.
В Шуби-Ныхасской пещере обитает пять видов летучих мышей. Остроухая ночница образует колонию до 1300 экземпляров. В небольшом количестве имеются малый и большой подковоносы. Один раз наблюдалась усатая ночница. В 1982 году в пещере впервые для Кавказа наблюдалась малая ночница.

### Виды, жившие ранее
В 1920-х годах был полностью истреблён благородный олень. Исчез также и леопард.

## Растительный мир
На территории заповедника произрастает 1437 видов сосудистых растений, 188 видов грибов, 150 видов мохообразных и 120 видов лишайников. Среди них присутствуют редкие виды, занесённые в Красную книгу РФ и Республики Северная Осетия-Алания: колокольчик ардонский, кладохета чистейшая, лещина древовидная, ятрышник шлемоносный и др.